# Passiflora monadelpha
Passiflora monadelpha P. Jørg. & Holm-Niels. – gatunek rośliny z rodziny męczennicowatych (Passifloraceae Juss. ex Kunth in Humb.). Występuje endemicznie w Andach w Ekwadorze.

## Rozmieszczenie geograficzne
Rośnie endemicznie w Kordylierze Wschodniej w Andach w Ekwadorze w prowincjach Azuay, Loja, Morona-Santiago, Napo oraz Tungurahua. Zasięg występowania ogranicza się do obszaru między miastami Llanganates od północy i Saraguros od południa.

## Morfologia
PokrójZdrewniałe, trwałe, owłosione liany.
LiścieOwalne lub podłużnie owalne. Mają 6-10,5 cm długości oraz 5–7 cm szerokości. Całobrzegie, z ostrym lub tępym wierzchołkiem. Ogonek liściowy jest owłosiony i ma długość 15–25 mm. Przylistki są liniowe i mają długość 5–7 mm.
KwiatyZebrane w pary. Działki kielicha są podłużnie owalne, białe i mają długość od 1,5 do 1,7 cm. Płatki są podłużnie owalne, białe i mają długość 1,3 cm.

## Biologia i ekologia
Występuje w wyższym lesie andyjskim na wysokości 2100–3015 m n.p.m. Gatunek jest znany z trzech subpopulacji. Gatunek rozwija się w zaroślach wzdłuż dróg.

## Ochrona
W Czerwonej księdze gatunków zagrożonych został zaliczony do kategorii LC – gatunków najmniejszej troski. Nie są znane szczególne zagrożenia dla występowania tego gatunku. Tylko subpopulacja w pobliżu Llanganates znajduje się na obszarach chronionych. Być może gatunek ten występuje również w Parku Narodowym Sangay.